# 2019–2020-as holland labdarúgókupa
A holland kupa ezen szezonja volt a labdarúgókupa 102. szezonja. Ezt a sorozatot is a Holland labdarúgó-szövetség rendezte meg.
Összesen 8 fordulóból állt az idei kupasorozat is. De ebből a 8 fordulóból az első kettő selejtezőkör volt. Az első selejtezőkör legmagasabban rangsorolt csapatai a 4. ligából voltak, a második selejtezőkörben pedig csatlakoztak a 3. liga csapatai is, bár nem az összes. Az első fordulóban pedig már az első és második liga csapatai is csatlakoztak. Az első selejtezőkört augusztus 17-én rendezték meg, a döntőt pedig április 19-én rendezték volna meg, szokásoknak megfelelően most is a rotterdami De Kuip stadionban.
Néhány változtatást bevezettek az idei kupában.
Az egyik, hogy az idén európai kupákban (BL és EL) főtáblára jutó csapatok csak decemberben a második fordulóban csatlakoznak a kupához. Ez a négy csapat pedig a Bajnokok Ligájába bejutó AFC Ajax és az Európa Ligába bejutó PSV Eindhoven, Feyenoord és AZ Alkmaar.
A másik, hogy az idei kupasorozat negyeddöntőjében már fogják alkalmazni a VAR-t (videóbírót).
Az idei sorozatban sem vehetett részt az Eerste Divisiebeli 4 Jong-csapat (Jong Ajax, Jong PSV, Jong AZ és Jong Utrecht).
2020. március 13-tól koronavírus járvány miatt határozatlan időre felfüggesztettek minden labdarúgó mérkőzést Hollandiában és Európa legtöbb országában. Aztán a kormány döntése alapján szeptember 1-ig nem lehetett labdarúgó mérkőzést megrendezni Hollandiában, így végül elmaradt a kupadöntő is. 

## Fordulók dátumai
| Fordulók             | Dátumok                            |
| -------------------- | ---------------------------------- |
| Első selejtezőkör    | 2019. augusztus 17. és 28.         |
| Második selejtezőkör | 2019. szeptember 24. és 25.        |
| Első forduló         | 2019. október 19., 29., 30. és 31. |
| Második forduló      | 2019. december 17., 18. és 19.     |
| Nyolcaddöntő         | 2020. január 21., 22., 23. és 28.  |
| Negyeddöntő          | 2020. február 12. és 13.           |
| Elődöntő             | 2020. március 4. és 5.             |
| Döntő                | 2020. április 19.                  |

## Részt vevő csapatok
| Bajnokságok        | Klubcsapatok      | Klubcsapatok       | Klubcsapatok        | Klubcsapatok  |
| ------------------ | ----------------- | ------------------ | ------------------- | ------------- |
| Eredivisie (1)     | ADO Den Haag      | AFC Ajax           | AZ Alkmaar          | FC Emmen      |
| Eredivisie (1)     | Feyenoord         | Fortuna Sittard    | FC Groningen        | Heerenveen    |
| Eredivisie (1)     | Heracles Almelo   | PEC Zwolle         | PSV Eindhoven       | RKC Waalwijk  |
| Eredivisie (1)     | Sparta Rotterdam  | FC Twente          | FC Utrecht          | Vitesse       |
| Eredivisie (1)     | VVV-Venlo         | Willem             |                     |               |
| Eerste divisie (2) | FC Dordrecht      | Almere City        | Excelsior           | NAC Breda     |
| Eerste divisie (2) | De Graafschap     | SC Cambuur         | Helmond Sport       | MVV           |
| Eerste divisie (2) | FC Den Bosch      | Telstar            | Go Ahead Eagles     | Roda Kerkrade |
| Eerste divisie (2) | NEC Nijmegen      | FC Eindhoven       | TOP Oss             | FC Volendam   |
| Tweede divisie (3) | Quick Boys        | Scheveningen       | GVVV                | ASWH          |
| Tweede divisie (3) | Noordwijk         | Spankenburg        | Katwijk             | Kozakken Boys |
| Tweede divisie (3) | Hardenberg        | TEC                | Rijnsburgse Boys    | De Treffers   |
| Tweede divisie (3) | IJsselmeervogels  | Koninklijke HFC    | Excelsior Maassluis | AFC           |
| Derde divisie (4)  | VV Hoogland       | VV Dovo            | VV Ter Leede        | ODIN'59       |
| Derde divisie (4)  | DVS'33 Ermelo     | VVOG               | BVV Barendrecht     | VVSB          |
| Derde divisie (4)  | FC Lisse          | Sparta Nijkerk     | Excelsior'31        | Westlandia    |
| Derde divisie (4)  | HSC'21            | Groene Ster        | Blauw Geel'38       | ADO'20        |
| Derde divisie (4)  | OFC               | VV Goes            | VV Gemert           | USV Hercules  |
| Derde divisie (4)  | EVV               | Harkemase Boys     | SV OSS'20           | Ajax (amatőr) |
| Derde divisie (4)  | VV UNA            | RKVV Dem           | VV Dongen           | FC Lienden    |
| Derde divisie (4)  | SteDoCo           | HSV Hoek           | ONS Sneek           | Quick H       |
| Hoofdklasse (5)    | Achilles Veen     | FC Rijnvogels      | FC's-Gravenzande    | SDO Bussum    |
| Hoofdklasse (5)    | Jodan Boys        | RKSV Minor         | SC Silvolde         | ARC           |
| Hoofdklasse (5)    | VV Duno           | Flevo Boys         |                     |               |
| Eerste Klasse (6)  | SV Huizen         | Rohda Raalte       | Drachtster Boys     | VV Kloetinge  |
| Eerste Klasse (6)  | SV TOP            | Fortuna Wormerveer | RKSV Wittenhorst    | RKSV Heeze    |
| Eerste Klasse (6)  | HSV De Zuidvogels | VV Winsum          | VV Sliedrecht       |               |
| Tweede Klasse (7)  | Vroomshoopse      | VEV'67             | RKSV Mierlo         |               |

| Szín | Eredmény             |
| ---- | -------------------- |
|      | Döntős csapatok      |
|      | Elődöntő             |
|      | Negyeddöntő          |
|      | Nyolcaddöntő         |
|      | Második forduló      |
|      | Első forduló         |
|      | Második selejtezőkör |
|      | Első selejtezőkör    |

## Selejtezők

### Első selejtezőkör
Ebben a selejtezőkörben összesen 56 amatőr csapat vett részt. A két profi bajnokság csapatain kívül nem vettek részt a 3. osztály csapatai és a 4. osztályból sem vett részt az összes csapat.
A selejtezőkör mérkőzéseit eredetileg augusztus 17-én és 18-án játszották volna le, de az egyik mérkőzést elhalasztották és végül 28-án került rá sor.
| 1. csapat                             | Eredmény              | 2. csapat              |
| ------------------------------------- | --------------------- | ---------------------- |
| Augusztus 17.                         |                       |                        |
| VV Hoogland (4)                       | 1 – 3                 | Jodan Boys (5)         |
| VV DOVO (4)                           | 2 – 4                 | OFC (4)                |
| VV Ter Leede (4)                      | 1 – 4                 | Fortuna Wormerveer (6) |
| SV Huizen (6)                         | 2 – 3                 | VV GOES (4)            |
| ODIN'59 (4)                           | 3 – 1                 | VV Gemert (4)          |
| Achilles Veen (5)                     | 6 – 0                 | USV Hercules (4)       |
| DVS'33 Ermelo (4)                     | 1 – 1 (h.u.) (2−3 b.) | Quick H (4)            |
| VVOG (4)                              | 3 – 0                 | RKSV Minor (5)         |
| Vroomshoopse Boys (7)                 | 0 – 4                 | EVV (4)                |
| BVV Barendrecht (4)                   | 6 – 0                 | RKSV Wittenhorst (6)   |
| VVSB (4)                              | 2 – 4                 | Harkemase Boys (4)     |
| FC Rijnvogels (5)                     | 0 – 4                 | SV OSS'20 (4)          |
| FC's-Gravenzande (5)                  | 2 – 0                 | RKSV Heeze (6)         |
| FC Lisse (4)                          | 1 – 2                 | AFC Ajax (amatőr) (4)  |
| VEV'67 (7)                            | 0 – 3                 | SC Silvolde (5)        |
| Sparta Nijkerk (4)                    | 3 – 2                 | VV UNA (4)             |
| Excelsior'31 (4)                      | 3 – 1                 | RKVV DEM (4)           |
| SDO Bussum (5)                        | 1 – 0                 | ARC (5)                |
| Rohda Raalte (6)                      | 1 – 2                 | VV Duno (5)            |
| RKVV Westlandia (4)                   | 2 – 0                 | HSV De Zuidvogels (6)  |
| Drachtster Boys (6)                   | 0 – 4 (h.u.)          | VV Dongen (4)          |
| VV Kloetinge (6)                      | 1 – 0                 | FC Lienden (4)         |
| HSC'21 (4)                            | 2 – 4                 | SteDoCo (4)            |
| RKSV Mierlo-Hout (7)                  | 2 – 3                 | Flevo Boys (5)         |
| RKSV Groene Ster (4)                  | 5 – 0                 | VV Winsum (6)          |
| SV TOP (6)                            | 2 – 6                 | HSV Hoek (4)           |
| Blauw Geel'38 (4)                     | 2 – 1                 | VV Sliedrecht (6)      |
| Augusztus 28. (elhalasztott mérkőzés) |                       |                        |
| ADO'20 (4)                            | 3 – 0                 | ONS Sneek (4)          |

### Második selejtezőkör
Ebben a selejtezőkörben az első selejtezőkörből továbbjutott amatőr csapatok vettek részt és hozzájuk csatlakozott még 12 csapat a harmadik ligából. A győztesek bejutottak főtábla első fordulójába.
A sorsolás alatt kisorsoltak 4 csapatot az előző körből továbbjutott csapatok közül akiknek nem kell részt venniük ebben a selejtezőkörben. A sorsolás szerint a HSV Hoek (4), SteDoCo (4), Sparta Nijkerk (4) és az FC's-Gravenzande (5) csapatai mérkőzés nélkül kerültek fel a főtáblára.  
A mérkőzéseket szeptember 24-én és 25-én játszották le.
| 1. csapat              | Eredmény                | 2. csapat              |
| ---------------------- | ----------------------- | ---------------------- |
| Szeptember 24.         |                         |                        |
| Quick Boys (3)         | 2 – 3 (h.u.)            | Katwijk (3)            |
| Scheveningen (3)       | 0 – 1                   | Harkemase Boys (4)     |
| VVOG (4)               | 0 – 2                   | Ajax (amatőr) (4)      |
| GVVV (3)               | 2 – 1                   | Kozakken Boys (3)      |
| Achilles Veen (5)      | 1 – 1 (h.u.) (12−11 b.) | HHC Hardenberg (3)     |
| ASWH (3)               | 5 – 1                   | TEC (3)                |
| ODIN'59 (4)            | 4 – 3 (h.u.)            | BVV Barendrecht (4)    |
| Noordwijk (3)          | 1 – 3 (h.u.)            | Rijnsburgse Boys (3)   |
| Szeptember 25.         |                         |                        |
| Blauw Geel'38 (4)      | 0 – 1                   | De Treffers (3)        |
| RKVV Westlandia (4)    | 2 – 2 (h.u.) (3−4 b.)   | OFC (4)                |
| Spakenburg (3)         | 2 – 0                   | SDO Bussum (5)         |
| SV OSS '20 (4)         | 5 – 1                   | Jordan Boys (5)        |
| RKSV Groene Ster (4)   | 2 – 0                   | VV Kloetinge (6)       |
| VV Dongen (4)          | 1 – 2                   | Excelsior'31 (4)       |
| DUNO D (5)             | 2 – 3                   | Quick H (4)            |
| EVV (4)                | 0 – 0 (h.u.) (4−5 b.)   | Flevo Boys (5)         |
| ADO'20 (4)             | 0 – 2                   | Fortuna Wormerveer (6) |
| Sportclub Silvolde (5) | 2 – 3                   | VV GOES (4)            |

## Első forduló
A kupa első fordulójában már minden osztály bekapcsolódott. A selejtezőkörből továbbjutott amatőr csapatok, az a 4 amatőr csapat akik mérkőzés nélkül jutottak tovább, a harmadik liga további 4 csapata akik nem vettek részt a selejtezőkörben és mind a 34 profi csapat is. Csupán az a 4 profi csapat nem vett még részt az első fordulóban akik a nemzetközi kupákban is részt vettek. Az AFC Ajax, a PSV Eindhoven, a Feyenoord és az AZ Alkmaar négyes.
A forduló legnagyobb meglepetése az volt, hogy a 4. ligás Groene Ster csapata kiejtette büntetőkkel az Eredivisie-ben szereplő VVV-Venlo csapatát.
A mérkőzéseket 4 nap alatt játszották le, október 19-én, 29-én, 30-án és 31-én. 
| 1. csapat               | Eredmény              | 2. csapat              |
| ----------------------- | --------------------- | ---------------------- |
| Október 19.             |                       |                        |
| FC's-Gravenzande (5)    | 1 – 3                 | SteDoCo (4)            |
| Október 29.             |                       |                        |
| Vitesse Arnhem (1)      | 2 – 0                 | De Graafschap (2)      |
| VV GOES (4)             | 0 – 5                 | SC Cambuur (2)         |
| Flevo Boys (5)          | 0 – 3                 | Katwijk (3)            |
| GVVV (3)                | 2 – 1                 | Helmond Sport (2)      |
| FC Dordrecht (2)        | 3 – 1                 | MVV (2)                |
| IJsselmeervogels (3)    | 3 – 0                 | FC Den Bosch (2)       |
| Koninklijke HFC (3)     | 1 – 2                 | Telstar (2)            |
| Hoek (4)                | 0 – 3                 | PEC Zwolle (1)         |
| Almere City (2)         | 1 – 3                 | Go Ahead Eagles (2)    |
| Achilles Veen (5)       | 0 – 2                 | Roda Kerkrade (2)      |
| Excelsior (2)           | 4 – 2 (h.u.)          | NEC Nijmegen (2)       |
| Rijnsburgse Boys (3)    | 0 – 4                 | FC Eindhoven (2)       |
| Oss'20 (4)              | 1 – 2                 | TOP Oss (2)            |
| NAC Breda (2)           | 3 – 2                 | FC Emmen (1)           |
| Október 30.             |                       |                        |
| Heracles Almelo (1)     | 4 – 3                 | RKC Waalwijk (1)       |
| Groene Ster (4)         | 2 – 2 (h.u.) (4−2 b.) | VVV-Venlo (1)          |
| Quick (4)               | 0 – 4                 | Willem Tilburg (1)     |
| Excelsior Maassluis (3) | 0 – 3                 | SC Heerenveen (1)      |
| Sparta Nijkerk (4)      | 5 – 2                 | Fortuna Wormerveer (6) |
| Spankenburg (3)         | 2 – 0                 | ASWH (3)               |
| Ajax (amatőr) (4)       | 2 – 2 (h.u.) (2−3 b.) | OFC (4)                |
| AFC (3)                 | 3 – 3 (h.u.) (2−4 b.) | ODIN'59 (4)            |
| Harkemase Boys (4)      | 1 – 2                 | FC Groningen (1)       |
| De Treffers (3)         | 0 – 2                 | Twente Enschede (1)    |
| Sparta Rotterdam (1)    | 1 – 0                 | FC Volendam (2)        |
| Október 31.             |                       |                        |
| Excelsior'31 (4)        | 1 – 4                 | FC Utrecht (1)         |
| Fortuna Sittard (1)     | 3 – 0                 | ADO Den Haag (1)       |

## Második forduló
A második fordulóban 32 csapat vett részt. Az első fordulóból továbbjutott 28 csapat és a 4 európai kupákban szereplő – AFC Ajax, a PSV Eindhoven, a Feyenoord és az AZ Alkmaar – csapat is akik az előző fordulót még kihagyták.
Ebben a fordulóban semmi nagyobb meglepetés nem történt. Majdnem minden mérkőzés a papírforma alapján ért véget. 
A mérkőzéseket 3 nap alatt játszották le, december 17-én, 18-án és 19-én. 
| 1. csapat            | Eredmény              | 2. csapat            |
| -------------------- | --------------------- | -------------------- |
| December 17.         |                       |                      |
| Twente Enschede (1)  | 2 – 5                 | Go Ahead Eagles (2)  |
| SC Heerenveen (1)    | 2 – 0                 | Roda Kerkrade (2)    |
| Katwijk (3)          | 0 – 0 (h.u.) (3−4 b.) | TOP Oss (2)          |
| IJsselmeervogels (3) | 1 – 0                 | SteDoCo (4)          |
| Excelsior (2)        | 0 – 2                 | FC Eindhoven (2)     |
| Vitesse Arnhem (1)   | 4 – 0                 | ODIN'59 (4)          |
| Fortuna Sittard (1)  | 3 – 0                 | PEC Zwolle (1)       |
| December 18.         |                       |                      |
| Telstar (2)          | 3 – 4                 | AFC Ajax (1)         |
| Sparta Nijkerk (4)   | 0 – 1 (h.u.)          | NAC Breda (2)        |
| AZ Alkmaar (1)       | 3 – 0                 | Groene Ster (4)      |
| OFC (4)              | 0 – 0 (h.u.) (4−5 b.) | Spankenburg (3)      |
| Willem Tilbug (1)    | 3 – 0                 | Sparta Rotterdam (1) |
| Heracles Almelo (1)  | 3 – 0                 | FC Dordrecht (2)     |
| GVVV (3)             | 1 – 2 (h.u.)          | PSV Eindhoven (1)    |
| December 19.         |                       |                      |
| FC Groningen (1)     | 0 – 1                 | FC Utrecht (1)       |
| SC Cambuur (2)       | 1 – 2                 | Feyenoord (1)        |

## Nyolcaddöntő
A nyolcaddöntőben 16 csapat vett részt. Az előző fordulóból továbbjutott 14 profi és 2 amatőr csapat.
A forduló legnagyobb meglepetése az volt, hogy a végső győzelemre is esélyes PSV Eindhovent kiejtette a második ligában szereplő NAC Breda. Továbbá még annyi történt, hogy mindkét megmaradt amatőr csapat kiesett ebben a fordulóban.
Mivel egy mérkőzést elhalasztottak, így a mérkőzéseket 4 nap alatt játszották le, január 21-én, 22-én, 23-án és 28-án. 
| 1. csapat            | Eredmény              | 2. csapat           |
| -------------------- | --------------------- | ------------------- |
| Január 21.           |                       |                     |
| TOP Oss (2)          | 0 – 2                 | AZ Alkmaar (1)      |
| FC Eindhoven (2)     | 1 – 2 (h.u.)          | FC Utrecht (1)      |
| Január 22.           |                       |                     |
| Heracles Almelo (1)  | 0 – 2                 | Vitesse Arnhem (1)  |
| AFC Ajax (1)         | 7 – 0                 | Spankenburg (3)     |
| SC Heerenveen (1)    | 2 – 2 (h.u.) (4−3 b.) | Willem Tilburg (1)  |
| Január 23.           |                       |                     |
| IJsselmeervogels (3) | 1 – 1 (h.u.) (6−7 b.) | Go Ahead Eagles (2) |
| NAC Breda (2)        | 2 – 0                 | PSV Eindhoven (1)   |
| Január 28.           |                       |                     |
| Fortuna Sittard (1)  | 1 – 2 (h.u.)          | Feyenoord (1)       |

## Negyeddöntő
A negyeddöntőben összes mérkőzésén idegenbeli siker született. Így meglepetésre a másodosztályban szereplő NAC Breda kiejtette az erős formában levő AZ Alkmaar csapatát.
A forduló mérkőzéseit február 12-én és 13-án rendezték meg.
| 2020. február 12. 18ː30 |

| AZ Alkmaar (1)         | 1 – 3               | NAC Breda (2)                                                                    |
| ---------------------- | ------------------- | -------------------------------------------------------------------------------- |
| Úszama Idríszi 65' 56' | (0 - 1) Jegyzőkönyv | Mounir el Allouchi 15' Robin Schouten 60' Javi Noblejas 86' Arno Verschueren 89' |

| AFAS Stadion, Alkmaar Nézőszám: 7.511 Játékvezető: Pol van Boekel |

| 2020. február 12. 20ː45 |

| Vitesse Arnhem (1)               | 0 – 3               | AFC Ajax (1)                                                                                              |
| -------------------------------- | ------------------- | --- |
| Tim Matavž 83′ Bryan Linssen 90' | (0 - 1) Jegyzőkönyv | Ryan Babel 15' 15' Ryan Gravenberch 60' Dušan Tadić 85' (11-esből) Donny van de Beek 39' Carel Eiting 69' |

| GelreDome, Arnhem Nézőszám: 18.389 Játékvezető: Bas Nijhuis |

| 2020. február 13. 18ː30 |

| Go Ahead Eagles (2)                                        | 1 – 4               | FC Utrecht (1)                                                                          |
| ---------------------------------------------------------- | ------------------- | --------------------------------------------------------------------------------------- |
| Jaroslav Navrátil 49' Donny van Iperen 45' Mael Corboz 78' | (0 - 2) Jegyzőkönyv | Simon Gustafson 37' Adam Maher 45' Jean-Christophe Bahebeck 55' Kristoffer Peterson 74' |

| De Adelaarshorst, Deventer Nézőszám: 8.064 Játékvezető: Danny Makkelie |

| 2020. február 13. 20ː45 |

| SC Heerenveen (1) | 0 – 1               | Feyenoord (1)                                           |
| ----------------- | ------------------- | ------------------------------------------------------- |
|                   | (0 - 1) Jegyzőkönyv | Leroy Fer 15' 38' Marcos Senesi 32' Luis Sinisterra 90' |

| Abe Lenstra Stadion, Heerenveen Nézőszám: 16.500 Játékvezető: Dennis Higler |

## Elődöntő
Mindkét elődöntőn hazai siker született, így meglepetésre kiesett az AFC Ajax csapata.
A forduló mérkőzéseit március 4-én és 5-én rendezték meg.
| 2020. március 4. 20ː45 |

| FC Utrecht (1)                                                           | 2 – 0               | AFC Ajax (1)                                  |
| ------------------------------------------------------------------------ | ------------------- | --------------------------------------------- |
| Sander van de Streek 33' Simon Gustafson 65' (11-esből) Sean Klaiber 87' | (1 - 0) Jegyzőkönyv | Klaas-Jan Huntelaar 72' Lisandro Martínez 89' |

| Stadion Galgenwaard , Utrecht Nézőszám: 22.601 Játékvezető: Björn Kuipers |

| 2020. március 5. 20ː45 |

| Feyenoord (1) | 7 – 1               | NAC Breda (2)                                                           |
| --- | ------------------- | ----------------------------------------------------------------------- |
| Marcos Senesi 15' Steven Berghuis 20' (11-esből) 45' 52' (11-esből) Róbert Boženík 23' Ridgeciano Haps 31' Luciano Narsingh 88' (11-esből) | (5 - 0) Jegyzőkönyv | Jan Paul van Hecke 47' Nacho Monsalve 71' Thom Haye 71' Roger Riera 88′ |

| De Kuip, Rotterdam Nézőszám: 45.000 Játékvezető: Jochem Kamphuis |

## Döntő
Az idei kupadöntőt koronavírus-járvány miatt először elhalasztották, később pedig törölték. Így idén nincs kupagyőztes csapat. 
| 2020. április 19. 18ː00 |

| FC Utrecht (1) | TÖRÖLVE     | Feyenoord (1) |
| -------------- | ----------- | ------------- |
|                | Jegyzőkönyv |               |

| De Kuip, Rotterdam |

## Fordulónként részt vevő csapatok
Ezen táblázat azt mutatja, hogy az idei kupasorozat fordulóiban melyik bajnokságból mennyi csapat szerepelt.
| Bajnokság          | Első selejtező   | Második selejtező | Első forduló | Második forduló | Nyolcaddöntő | Negyeddöntő | Elődöntő    | Döntő       | Győztes           |
| ------------------ | ---------------- | ----------------- | ------------ | --------------- | ------------ | ----------- | ----------- | ----------- | ----------------- |
| Eredivisie (1)     | nem vettek részt | nem vettek részt  | 014 (25%)    | 014 (43,75%)    | 010 (62,5%)  | 06 (75%)    | 03 (75%)    | 02 (100%)   | 0Győztes nem lett |
| Eerste divisie (2) | nem vettek részt | nem vettek részt  | 016 (28,6%)  | 09 (28,1%)      | 04 (25%)     | 02 (25%)    | 01 (25%)    | 01 (25%)    |                   |
| Tweede divisie (3) | nem vettek részt | 012 (33,3%)       | 010 (17,9%)  | 04 (12,5%)      | 02 (12,5%)   | 02 (12,5%)  | 02 (12,5%)  | 02 (12,5%)  |                   |
| Derde divisie (4)  | 032 (57,1%)      | 016 (44,4%)       | 012 (21,4%)  | 05 (15,65%)     | 05 (15,65%)  | 05 (15,65%) | 05 (15,65%) | 05 (15,65%) |                   |
| Hoofdklasse (5)    | 010 (17,85%)     | 06 (16,7%)        | 03 (5,35%)   | 03 (5,35%)      | 03 (5,35%)   | 03 (5,35%)  | 03 (5,35%)  | 03 (5,35%)  |                   |
| Eerste Klasse (6)  | 011 (19,7%)      | 02 (5,6%)         | 01 (1,75%)   | 01 (1,75%)      | 01 (1,75%)   | 01 (1,75%)  | 01 (1,75%)  | 01 (1,75%)  |                   |
| Tweede Klasse (7)  | 03 (5,35%)       | 03 (5,35%)        | 03 (5,35%)   | 03 (5,35%)      | 03 (5,35%)   | 03 (5,35%)  | 03 (5,35%)  | 03 (5,35%)  |                   |
| CSAPATOK SZÁMA     | 56               | 36                | 56           | 32              | 16           | 8           | 4           | 2           | 1                 |

## Góllövőlistɑ
Íme az idei kupasorozat végleges góllövőlistája. Az összes gól be van írva ami a tornán esett (selejtező és főtábla). Ebben a szezonban két amatőr csapat, az OFC és a Sparta Nijkerk játékosai szerezték a legtöbb gólt a kupában, a holland Tim Freriks és a szintén holland Maurice de Ruiter. Mindketten 5-5 gólt szereztek.
Azon játékosoknál akik idén több csapatban lőttek gólt a kupában a régebbi csapat van dőlt betűvel írva. Viszont idén nem volt ilyen játékos a legtöbb gólt szerzők között.
| POS.          | JÁTÉKOSOK         | CSAPAT         | GÓLOK |
| ------------- | ----------------- | -------------- | ----- |
| 1.            | Tim Freriks       | OFC            | 5     |
| 1.            | Maurice de Ruiter | Sparta Nijkerk | 5     |
| 3.            | Sen Aerts         | Achilles Veen  | 4     |
| 3.            | Steven Berghuis   | Feyenoord      | 4     |
| 3.            | Samy Bourard      | FC Eindhoven   | 4     |
| 3.            | Steve Schalkwijk  | VV Goes        | 4     |
| 3.            | Mike Trésor       | Willem Tilburg | 4     |
| 3.            | Thom Vluggen      | Groene Ster    | 4     |
| 8.            | 13 játékos        | 13 játékos     | 3     |
| 28.           | 50 játékos        | 50 játékos     | 2     |
| 74.           | 192 játékos       | 192 játékos    | 1     |
| Öngólok száma | Öngólok száma     | Öngólok száma  | 4     |
| GÓLOK SZÁMA:  | GÓLOK SZÁMA:      | GÓLOK SZÁMA:   | 369   |
| Mérkőzések:   | Mérkőzések:       | Mérkőzések:    | 104   |
| Gólátlag:     | Gólátlag:         | Gólátlag:      | 3,55  |

### Egy mérkőzésen legtöbb gólt szerző játékosok
A következő táblázatban a kupa azon játékosai szerepelnek akik ebben a szezonban a főtáblán a legtöbb gólt – legkevesebb 3-at – szerezték egy mérkőzésen.
Az idei kupasorozatban nem volt olyan játékos aki a főtáblán több gólt lőtt volna egy mérkőzésen mint 3, így többen osztoznak az első helyen. Összesen 6 különböző játékosnak sikerült mesterhármast szereznie idén.   
| #  | Játékos           | Csapat         | Gólok | Dátum             | Forduló | Végeredmény                     |
| -- | ----------------- | -------------- | ----- | ----------------- | ------- | ------------------------------- |
| 1. | Delano Ladan      | SC Cambuur     | 3     | 2019. október 29. | 1.      | VV Goes – SC Cambuur 0ː5        |
| -  | Anass Achahbar    | FC Dordrecht   | 3     | 2019. október 29. | 1.      | FC Dordrecht – MVV 3ː1          |
| -  | Mike Trésor       | Willem Tilburg | 3     | 2019. október 30. | 1.      | Quick – Willem 0ː4              |
| -  | Maurice de Ruiter | Sparta Nijkerk | 3     | 2019. október 30. | 1.      | Sparta – Fortuna Wormerveer 5ː2 |
| -  | Siem de Jong      | AFC Ajax       | 3     | 2020. január 22.  | 1/8     | Ajax – SV Spankenburg 7ː0       |
| -  | Steven Berghuis   | Feyenoord      | 3     | 2020. március 5.  | 1/2     | Feyenoord – NAC Breda 7ː1       |